# Färöischer Fußballpokal der Frauen 2017
Der Färöische Fußballpokal der Frauen 2017 fand zwischen dem 7. Mai und 9. September 2017 statt und wurde zum 28. Mal ausgespielt. Im Endspiel, welches im Tórsvøllur-Stadion in Tórshavn auf Kunstrasen ausgetragen wurde, siegte EB/Streymur/Skála mit 3:2 gegen HB Tórshavn und konnte den Pokal somit zum ersten Mal gewinnen.
EB/Streymur/Skála und HB Tórshavn belegten in der Meisterschaft die Plätze eins und drei, dadurch erreichte EB/Streymur/Skála das Double. Für EB/Streymur/Skála war es der erste Sieg bei der zweiten Finalteilnahme, für HB Tórshavn die siebte Niederlage bei der zwölften Finalteilnahme. Titelverteidiger KÍ Klaksvík schied hingegen im Halbfinale aus.

## Teilnehmer
Teilnahmeberechtigt waren folgende sechs A-Mannschaften der ersten Liga:
| 1. Deild                                                                      |
| B36 Tórshavn B68 Toftir EB/Streymur/Skála HB Tórshavn ÍF/Víkingur KÍ Klaksvík |

## Modus
Zwei ausgeloste Mannschaften waren für das Halbfinale gesetzt. Die verbliebenen Teams spielten in einer Runde die restlichen beiden Teilnehmer aus. Alle Runden wurden im K.-o.-System ausgetragen.

## Qualifikationsrunde
Die Partien der Qualifikationsrunde fanden am 7. Mai statt.
|              | Ergebnis  |             |
| ------------ | --------- | ----------- |
| B36 Tórshavn | 4:0 (1:0) | ÍF/Víkingur |
| B68 Toftir   | 0:2 (0:1) | HB Tórshavn |

## Halbfinale
Die Hinspiele im Halbfinale fanden am 28. Mai statt, die Rückspiele am 24. Juni.
|                   | Gesamt |             | Hinspiel  | Rückspiel     |
| ----------------- | ------ | ----------- | --------- | ------------- |
| B36 Tórshavn      | 3:5    | HB Tórshavn | 1:4 (1:3) | 2:1 (1:1) 1   |
| EB/Streymur/Skála | 3:2    | KÍ Klaksvík | 1:1 (0:1) | 1 2:1 (1:1) 1 |

## Finale
| Paarung           | HB Tórshavn – EB/Streymur/Skála |
| Ergebnis          | 2:3 (1:2) |
| Datum             | 9. September 2017 |
| Stadion           | Tórsvøllur, Tórshavn |
| Zuschauer         | 778 |
| Schiedsrichter    | Jóhan Hendrik Ellefsen (Miðvágur) |
| Tore              | 1:0 Lea Hansen (4.) 1:1 Ansy Sevdal (6.) 1:2 Birna Johannesen (43.) 1:3 Birna Johannesen (78.) 2:3 Milja Simonsen (82.) |
| HB Tórshavn       | Simona Heinesen – Nadja Johannesen, Liljan av Fløtum (79. Janita Ole-Jacobsen), Marjun undir Kletti, Ninna Hansen – Ása á Reynatúgvu , Jónvá Hentze (55. Julia Naomi Mortensen), Lea Hansen (79. Sara Lamhauge), Rebekka Benbakoura – Milja Simonsen, Elin Maria Isaksen Cheftrainerin: Allan Dybczak |
| EB/Streymur/Skála | Anna Hansen – Rakul Magnussen, Rúna Joensen (81. Lea Lisberg), Birna Johannesen, Ansy Sevdal , Margunn Lindholm, Kára Djurhuus, Sigrun Kristiansen, Durita Hummeland – Heidi Sevdal, Randi Fagradal (90. Eyðbjørg Ellingsgaard) Cheftrainer: Erik Ernesto Nielsen ( Argentinien)                      |

## Torschützenliste
| Platz | Spieler               | Verein            | Tore |
| ----- | --------------------- | ----------------- | ---- |
| 1     | Milja Simonsen        | HB Tórshavn       | 03   |
| 2     | Rebekka Benbakoura    | HB Tórshavn       | 02   |
| 2     | Lea Hansen            | HB Tórshavn       | 02   |
| 2     | Birna Johannesen      | EB/Streymur/Skála | 02   |
| 2     | Sarita Maria Mittfoss | B36 Tórshavn      | 02   |
| 2     | Heidi Sevdal          | EB/Streymur/Skála | 02   |